# با كن رع نف (وزير)
| G29 | k · n | r&n&f |

| G29 | k · n | r&n&f |

باكن رع نف كان وزيرًا مصريًا قديمًا من مصر السفلى في عهد إبسماتيك الأول (664 - 610 قبل الميلاد) من الأسرة السادسة والعشرين. ومثل خعموست قبل عدة قرون، كان يحمل لقب إيونموتف "iunmutef" ، "منظف البيت الكبير". كان والده عمدة يدعى بادينيت "Padineit"، بينما كانت والدته تاجيب "Tageb".
مقبرته الصخرية الكبيرة في سقارة مشهورة بنقوشها من كتاب الموتى وكتاب الآخرة. استخدمت المقبرة لاحقًا لدفن آخرين في الأسرة الثلاثين. وكانت زخارف المقبرة لا تزال سليمة لحد كبير عندما اكتشفتها بعثة ليبسيوس ورسمت محتوياتها في منتصف القرن التاسع عشر. بعدها، تغرضت المقبرة للتخريب، حيث نزعت معظم النقوش البارزة من الجدران وبيعت لمختلف المتاحف وللمقتنيات الخاصة. عملت هناك بعثة إيطالية لحوالي عشرين عامًا ويوجد الآن تابوت باكن رع نف المصنوع من الحجر الجيري في المتحف الأثري الوطني في فلورنسا.

## روابط خارجية
- باللغة الإسبانية المقبرة بتصوير ثلاثي الأبعاد
- باللغة الألمانية المقبرة كما صورتها بعثية ليسبيوس